# Ximun Lucu
Pour le joueur français de rugby à XV né en 1993, voir Maxime Lucu.
Pas d'image ? Cliquez ici

a Compétitions nationales et continentales officielles uniquement.

Dernière mise à jour le 14 novembre 2022.
Ximun Lucu, né le 9 décembre 1989 à Saint-Jean-de-Luz, est un joueur de rugby à XV évoluant au poste d’arrière ou ailier. Il est le frère de Maxime Lucu, également joueur de rugby à XV professionnel.

## Biographie
Formé à Saint-Pée-sur-Nivelle au Pays basque, Ximun Lucu rejoint en 2006 le centre de formation du Biarritz olympique. Après 3 saisons chez les Espoirs, il signe son premier contrat professionnel au Stade Montois en 2011, avec lequel il remonte en Top 14. Il dispute son premier match de première division en septembre 2012 contre Biarritz au stade Aguiléra. 
Il reste à Mont-de-Marsan, où il est l'un des joueurs les plus utilisés,, durant 5 saisons (dont une en Top 14) pendant lesquelles il dispute une finale (en 2012) et une demi-finale (en 2016) de Pro D2. À l'été 2016, il retourne à Biarritz où il retrouve son frère Maxime, après l'avoir affronté à quatre reprises lors des saisons 2014/2015 et 2015/2016.
Le 1er décembre 2017, le BO annonce qu'il prolonge son contrat jusqu'en 2020. En mai 2020, il prolonge de nouveau son contrat jusqu'en 2022. En février 2022, il annonce qu'il mettra un terme à sa carrière professionnelle à l'issue de la saison. Il s'engage au Saint-Pée Union Club en Régionale 2.